# Seznam dílů pořadu Národní klenoty
Seznam dílů pořadu Národní klenoty uvádí přehled jednotlivých částí tohoto pořadu vysílaného Českou televizí. Pořadem provází Miroslav Táborský.

## Přehled řad
| Řada | Díly | Premiéra v ČR   | Premiéra v ČR   |
| Řada | Díly | První díl       | Poslední díl    |
| ---- | ---- | --------------- | --------------- |
| 1    | 13   | 26. března 2012 | 25. června 2012 |
| 2    | 16   | 15. února 2017  | 12. dubna 2017  |

## Seznam dílů

### První řada (2012)
| Č. v řadě | Název                                                         | Střih                     | Režie               | Scénář                                  | Dramaturg      | Hudba        | Premiéra v ČR   | Popisovaná památka              |
| --------- | ------------------------------------------------------------- | ------------------------- | ------------------- | --------------------------------------- | -------------- | ------------ | --------------- | ------------------------------- |
| 1         | Český Krumlov – od řeky k nebesům                             | Martin Šašek              | Jiří Diarmaid Novák | Jiří Diarmaid Novák Tomáš Svoboda       | Miloslav Vydra | Dominik Renč | 26. března 2012 | Český Krumlov                   |
| 2         | Telč – jezerní růže                                           | Martin Šašek Věra Flaková | Otto Kallus         | Ondřej Stluka Otto Kallus               | Miloslav Vydra | Dominik Renč | 2. dubna 2012   | Telč                            |
| 3         | Holašovice – odkaz středověku                                 | Martin Šašek              | Jiří Diarmaid Novák | Jiří Diarmaid Novák                     | Miloslav Vydra | Dominik Renč | 16. dubna 2012  | Holašovice                      |
| 4         | Kroměříž – plynutí času                                       | Věra Flaková              | Otto Kallus         | Jiří Vaněk                              | Miloslav Vydra | Dominik Renč | 23. dubna 2012  | Kroměříž                        |
| 5         | Lednicko-valtický areál – zářící drahokam                     | Martin Šašek              | Jiří Diarmaid Novák | Václav Kunc Jiří Diarmaid Novák         | Miloslav Vydra | Dominik Renč | 30. dubna 2012  | Lednicko-valtický areál         |
| 6         | Kutná Hora – Monte Carlo středověku                           | Martin Šašek              | Jiří Diarmaid Novák | Jiří Diarmaid Novák Jiří Sádek          | Miloslav Vydra | Dominik Renč | 7. května 2012  | Kutná Hora                      |
| 7         | Kostel sv. Jana Nepomuckého na Zelené hoře – tajemství jazyka | Věra Flaková Martin Šašek | Otto Kallus         | Jan Stehlík                             | Miloslav Vydra | Dominik Renč | 14. května 2012 | Kostel svatého Jana Nepomuckého |
| 8         | Litomyšl – krvavý román                                       | Věra Flaková              | Otto Kallus         | Martin Sedlák Otto Kallus Tomáš Holeček | Miloslav Vydra | Dominik Renč | 21. května 2012 | Litomyšl                        |
| 9         | Třebíč – jedinečnost mnohosti                                 | Věra Flaková Martin Šašek | Otto Kallus         | Jan Stehlík                             | Miloslav Vydra | Dominik Renč | 28. května 2012 | Třebíč                          |
| 10        | Sloup Nejsvětější Trojice v Olomouci – v plnosti víry         | Věra Flaková              | Otto Kallus         | Jan Stehlík                             | Miloslav Vydra | Dominik Renč | 4. června 2012  | Sloup Nejsvětější Trojice       |
| 11        | Vila Tugendhat – srdce z onyxu                                | Věra Flaková              | Otto Kallus         | Jiří Sádek Otto Kallus                  | Miloslav Vydra | Dominik Renč | 11. června 2012 | Vila Tugendhat                  |
| 12        | Praha – rozmanitost v jednotě                                 | Martin Šašek              | Jiří Diarmaid Novák | Richard Malatinský                      | Miloslav Vydra | Dominik Renč | 18. června 2012 | Praha                           |
| 13        | Praha – jednota v rozmanitosti                                | Martin Šašek              | Jiří Diarmaid Novák | Richard Malatinský                      | Miloslav Vydra | Dominik Renč | 25. června 2012 | Praha                           |

### Druhá řada (2017)
| Č. v řadě | Název                                        | Střih         | Režie               | Scénář                      | Dramaturg        | Hudba                     | Premiéra v ČR   | Popisovaná památka                             |
| --------- | -------------------------------------------- | ------------- | ------------------- | --------------------------- | ---------------- | ------------------------- | --------------- | ---------------------------------------------- |
| 1         | Luhačovice – Brána moravského ráje           | Martin Šašek  | Otto Kallus         | Markéta Nešlehová           | Věra Krincvajová | Dominik Renč              | 15. února 2017  | Luhačovice                                     |
| 2         | Ještěd – Portál nebes                        | Martin Šašek  | Jiří Diarmaid Novák | Václav Holanec              | Věra Krincvajová | Dominik Renč              | 22. února 2017  | Ještěd                                         |
| 3         | Žatec – Zelené zlato                         | David Votava  | Jiří Diarmaid Novák | Jiří Vaněk                  | Věra Krincvajová | Omar Khaouaj Dominik Renč | 1. března 2017  | Žatec                                          |
| 4         | Terezín – Nepokořené hradby                  | David Votava  | Jiří Diarmaid Novák | Václav Holanec              | Věra Krincvajová | Dominik Renč              | 8. března 2017  | Terezín                                        |
| 5         | Karlštejn – Císařská klenotnice              | Martin Šašek  | Otto Kallus         | Otto Kallus Břetislav Lukeš | Věra Krincvajová | Dominik Renč              | 15. března 2017 | Karlštejn                                      |
| 6         | Krušné hory – Krajina horníků                | David Votava  | Jiří Diarmaid Novák | Václav Holanec              | Věra Krincvajová | Dominik Renč              | 22. března 2017 | Krušné hory                                    |
| 7         | Velká Morava – Kolébka našich dějin          | Zdeněk Smrčka | Otto Kallus         | Jura Pepřený                | Věra Krincvajová | Dominik Renč              | 5. dubna 2017   | Velká Morava                                   |
| 8         | Dílo Josipa Plečnika – Mezi Lublaní a Prahou | David Votava  | Jiří Diarmaid Novák | Pavel Urbánek               | Věra Krincvajová | Dominik Renč              | 12. dubna 2017  | Jože Plečnik                                   |
| 9         | Ostrava – Ocelové město                      | Jan Řehák     | Roman Vašíček       | Petr Koubek                 | Věra Krincvajová | Dominik Renč              | 19. dubna 2017  | Ostrava                                        |
| 10        | Český ráj – Skalní velkoměsto                | David Votava  | Jiří Diarmaid Novák | Petr Koubek                 | Věra Krincvajová | Dominik Renč              | 26. dubna 2017  | Český ráj                                      |
| 11        | Velké Losiny – Nezdolná papírna              | Martin Šašek  | Otto Kallus         | Pavel Dobrovský             | Věra Krincvajová | Dominik Renč              | 3. května 2017  | Velké Losiny                                   |
| 12        | Slavonice – Zastavený čas                    | Martin Šašek  | Otto Kallus         | Richard Malatinský          | Věra Krincvajová | Dominik Renč              | 10. května 2017 | Slavonice                                      |
| 13        | Třeboň – Krčínovo dobré dílo                 | Martin Šašek  | Otto Kallus         | Jiří Vaněk                  | Věra Krincvajová | Dominik Renč              | 17. května 2017 | Třeboň                                         |
| 14        | Kladruby – Koně pro císaře                   | Martin Šašek  | Otto Kallus         | Richard Malatinský          | Věra Krincvajová | Dominik Renč              | 24. května 2017 | Kladruby nad Labem                             |
| 15        | Lázeňský trojúhelník – Léčivá voda           | Martin Šašek  | Otto Kallus         | Petr Koubek Otto Kallus     | Věra Krincvajová | Dominik Renč              | 31. května 2017 | Karlovy Vary Mariánské Lázně Františkovy Lázně |
| 16        | Praha – Tři odstíny rozmanitosti             | David Votava  | Jiří Diarmaid Novák | Václav Holanec              | Věra Krincvajová | Dominik Renč              | 7. června 2017  | Praha                                          |